# Thomisus danieli
Thomisus danieli là một loài nhện trong họ Thomisidae.
Loài này thuộc chi Thomisus. Thomisus danieli được Pawan U. Gajbe miêu tả năm 2004.